# Orconectes peruncus
Orconectes peruncus är en kräftdjursart som först beskrevs av Creaser 1931.  Orconectes peruncus ingår i släktet Orconectes och familjen Cambaridae. IUCN kategoriserar arten globalt som sårbar. Inga underarter finns listade i Catalogue of Life.